# Stola (römische Tracht)

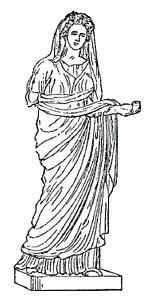
Römische Frau mit Stola

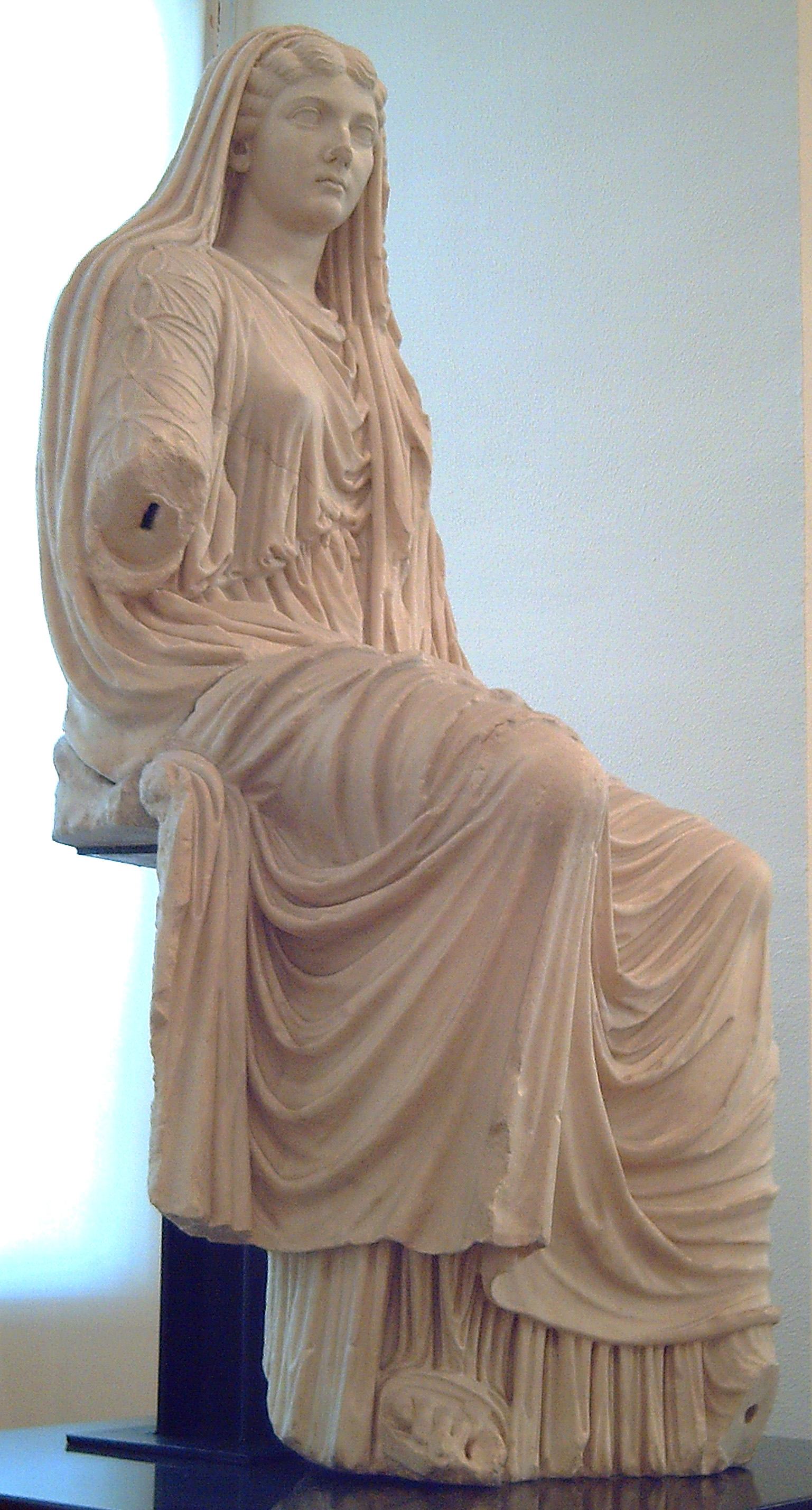
Marmor-Statue einer römischen Frau mit Stola

Die Stola war im antiken Römischen Reich ein langes Überkleid, das von Frauen getragen wurde.

## Beschreibung
Dieses Kleidungsstück war ein sehr langes Kleid, das über der Tunika getragen wurde. An der unteren Seite endete die Stola in einem Saum, der meist aus Pelz oder Leder gefertigt war. Das Kleid wurde in der Hüfte mit einem Gürtel zusammengebunden. Vor allem in den kalten und nassen Wintern der Apenninhalbinsel wurde die Stola viel getragen, da sie sehr wärmte. Die Stola war das von Frauen getragene Gegenstück zur Toga. Dieses Kleid wurde auch oft mit einer Palla kombiniert, die man über den Schultern trug.
Die Stola wurde als Abzeichen des gesellschaftlichen Ranges getragen und war ein Merkmal dafür, dass die Frau verheiratet war.
Im Vergleich zur Toga, die nur aus weißer Wolle war, wurde die Stola in allen möglichen Farben gefertigt, u. a. Rot, Gelb und Blau. Die Toga durfte auch nur von römischen Bürgern getragen werden, während die Stola von allen verheirateten Frauen getragen werden konnte, die das nötige Geld hatten. In den Provinzen wurde diese Mode während der Romanisierung auch unter einheimischen Frauen begehrt.

## Geschichte
In der frühen Republik trugen reiche Frauen ebenso wie Männer eine Toga. Im 2. Jahrhundert v. Chr. kam diese Kleidungsart dann aus der Mode. Frauen, die Männerkleidung wie Togen trugen, wurde Prostitution nachgesagt. Man brauchte ein neues Überkleid für Frauen. Daraus entwickelte sich die Stola. Anfangs wurde sie als Symbol des hohen gesellschaftlichen Ranges ihrer Trägerin verwendet, in der Spätantike war es dann eher ein Trachtenkostüm, das bei Zeremonien und traditionellen Festen getragen wurde.